# Chronophilie

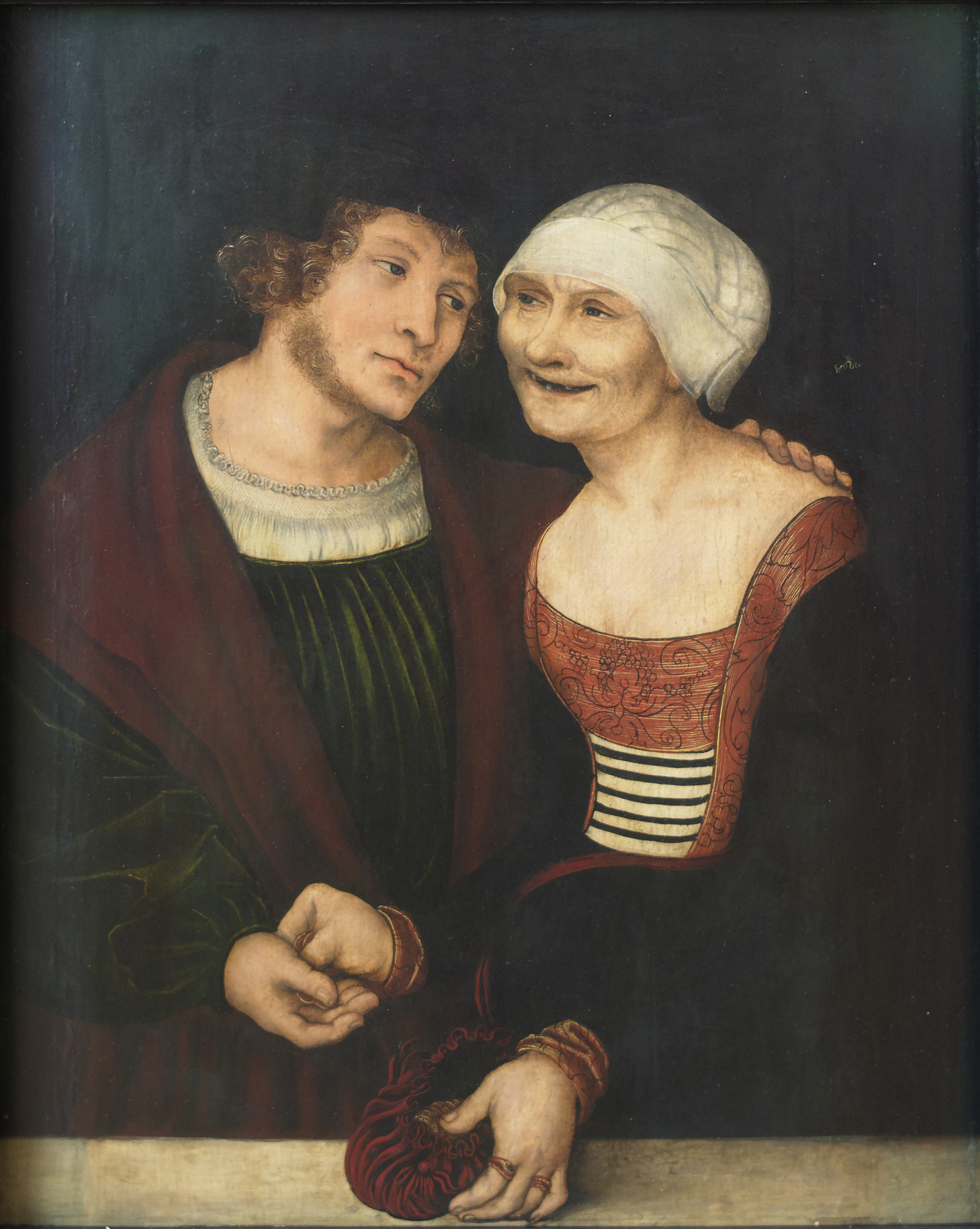
Le couple mal assorti (I). Lucas Cranach l'Ancien.

La chronophilie (du grec ancien χρόνος / khrónos (« temps ») et φιλία / philía (« amour »)), terme forgé par le psychologue John Money, est une paraphilie caractérisée par l'attirance sexuelle d'un individu pour des personnes présentant un âge différent du sien. 
Le fantasme peut être dans les deux sens (attirance pour une personne plus âgée ou plus jeune).

## Enfants
La pédophilie est un trouble psychologique durant lequel un adulte ou jeune adulte expérimente une préférence sexuelle pour les enfants prépubères,. D'après le Manuel diagnostique et statistique des troubles mentaux (DSM), la pédophilie est spécifiée en tant que paraphilie quand un individu ressent un profond désir sexuel ou fantasmes envers les enfants, sur lesquels il agit durant une période de détresse interpersonnelle ou psychologique. Le diagnostic peut être effectué à l'aide du DSM ou du critère du CIM pour les personnes âgées de 16 ans et plus. Les troubles sont présents parmi les abus sexuels sur mineurs ; bien que certains individus ne réunissent pas forcément les critères de la pédophilie. La népiophilie et l' infantophilie décrit une préférence sexuelle pour les nourrissons et bébés (souvent âgés entre 0–3 ans).

## Adolescents et jeunes adultes
L'éphébophilie est la préférence sexuelle pour les adolescents et les jeunes adultes (généralement âgés entre 16–22 ans),. Le terme hébéphilie[Passage contradictoire], introduit par Glueck (1955), concerne les adolescents en cours de puberté. Kurt Freund (et Aleš Kolářský) utilisent le terme adolescentophilie pour une préférence sexuelle pour les adolescents et jeunes adultes. Dans ce contexte, l'adolescentophilie se focalisant sur les garçons est nommée éphébophilie (du grec ephebos), l'adolescentophilie axée sur les filles est nommée hébéphilie[Passage contradictoire] (les termes korophilie et parthenophilie sont souvent similairement utilisés). Freund et Kolářský différencient ces deux termes, éphébophilie et hébéphilie, par âge de préférence : éphébophilie et hébéphilie I (âge de la puberté), II (adolescence) et III (jeune adulte)[pas clair].

## Adulte
La téléiophilie (du grec teleios, « croissance complète ») est un intérêt érotique pour les adultes. La teleiophilie n'est pas restreinte par l'âge de l'adulte. La teleiophilie est également nommée adultophilie.

## Personnes âgées
Les termes gérontophilie et graeophilie décrivent une préférence sexuelle pour les personnes âgées.